# Общественный транспорт Таллина

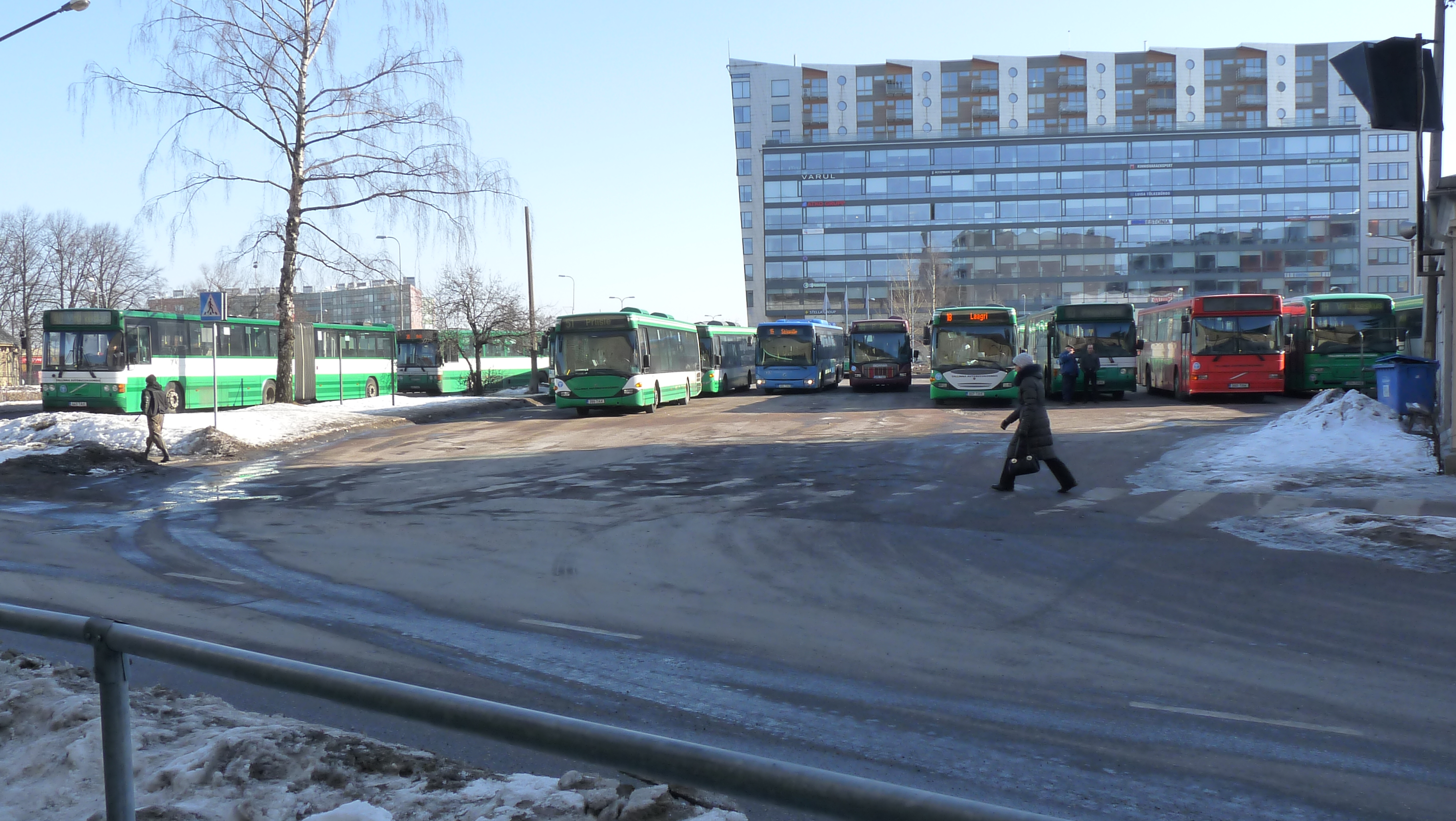
Городские автобусы в Таллине 2012 год.

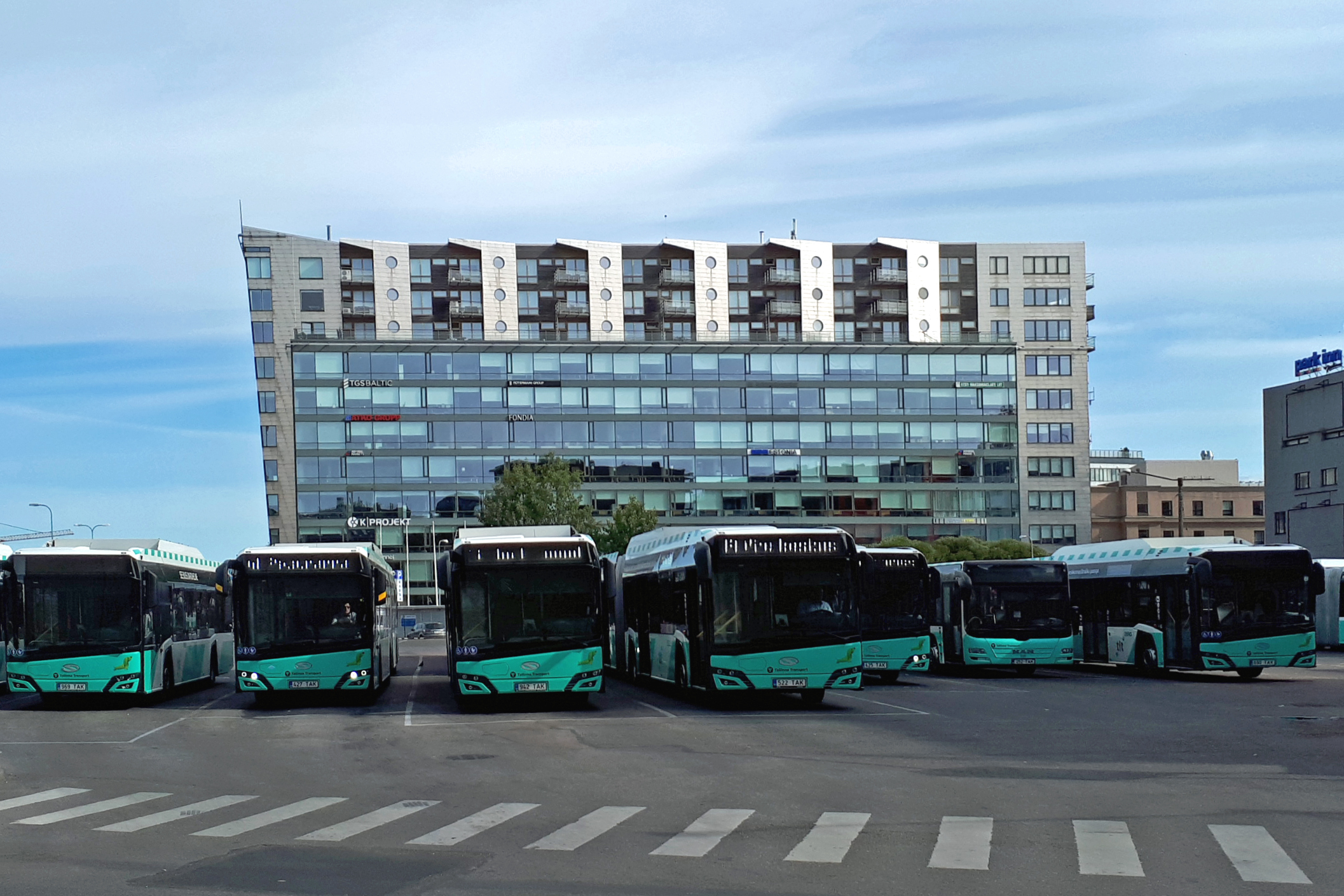
Городские автобусы в Таллине 2021 год.

Общественный транспорт Таллина — сеть городского транспорта, обслуживающая столицу Эстонии город Таллин. К общественному транспорту в Таллине относятся автобус, трамвай, троллейбус, пригородные поезда и паром. Автобус, трамвай и троллейбус находятся под управлением компании Tallinna Linnatranspordi AS (TLT). Услуги перевозки пригородных поездов предоставляет фирма Elron, а паромное сообщение с островом Аэгна осуществляет Kihnu Veeteed.
Ранее обслуживания маршрутов было распределено между Tallinna Autobussikoondis (автобусы) и TTTK (трамваи и троллейбусы), но в 2012 году компании слились в компанию Tallinna Linnatranspordi AS.
Сейчас Таллин — единственный город в Эстонии, где когда-либо работали трамвай или троллейбус. Первый трамвайный маршрут был открыт в 1888 году, а в 2008 году отмечался 120-летний юбилей таллинского трамвая. Строительство троллейбусной сети в Таллине планировали в 1946 году. Однако первый маршрут был открыт только в 1965 году. С тех пор троллейбусная сеть расширилась до 9 маршрутов, хотя впоследствии была сокращена. Один маршрут был закрыт в 2000 году, другой — в 2012, ещё два — в 2016, и ещё один в 2017, поэтому в настоящее время действуют 4 троллейбусных маршрута.
Все поезда отправляются с Балтийского вокзала на севере Ваналинна. Компания Elron осуществляет пригородное сообщение электропоездами до Кейла, Палдиски и Турба на западе, Аэгвийду на востоке, дизель-поездами — до Вильянди, Тарту и Нарвы (до января 2014 года в этом направлении перевозки осуществляла компания Edelaraudtee). Сейчас подвижной состав компании Elron — электропоезда и дизель-поезда серии Stadler FLIRT.
С 1 января 2013 года городской общественный транспорт Таллина сделан бесплатным для всех зарегистрированных жителей города. Также право бесплатного проезда предоставлено учащимся до 19-летнего возраста независимо от места их жительства и сохранено за всеми группами льготников, имевших такое право и ранее. Также с 1 января 2013 года отменены бумажные проездные билеты и введены бесконтактные пластиковые карты, которые необходимо регистрировать при входе в транспорт через специальные регистраторы (валидаторы)..

## Автобус

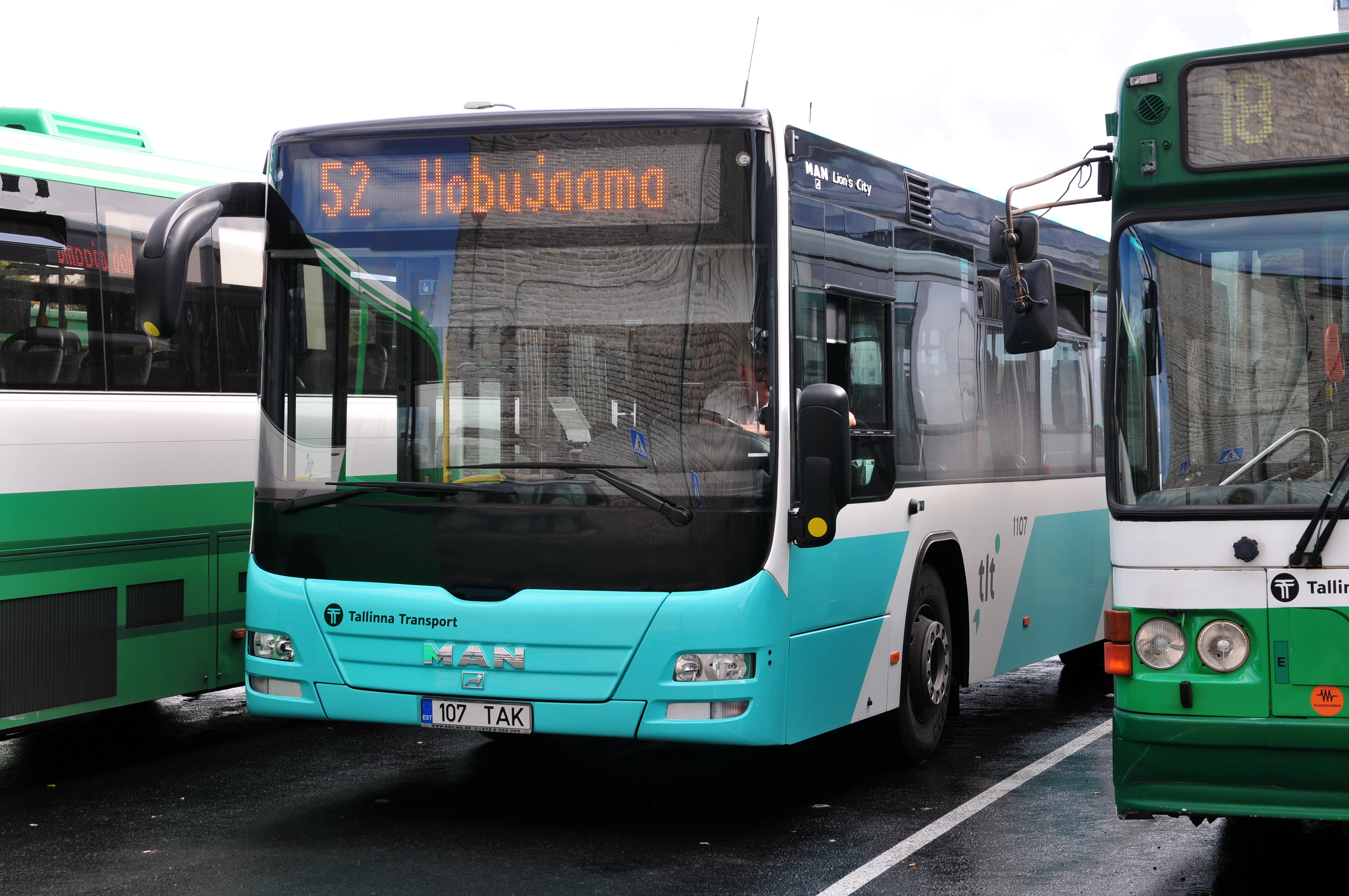
Автобус № 52 на конечной Hobujaama

Автобусный транспорт в Таллине хорошо развит. Особенно в районах Пирита, Ласнамяэ и Нымме он является основным видом транспорта. В городе действует 72 автобусных маршрута. Эксплуатирующей организацией является муниципальная TLT (Tallinna Linnatransport — Таллинский городской транспорт). По маршрутам ходят автобусы марок Volvo, MAN и Solaris. Автобусы ходят в основном в период между 5:20 и 0:20. Некоторые автобусные маршруты, особенно экспресс-маршруты, работают только в течение часов пик и имеют перерыв с 10:00 утра до 3:00 дня. С 1 сентября 2012 года стоимость проезда на обычных и экспресс-маршрутах стала одинаковой.
Пригородное автобусное сообщение осуществляет Harjumaa Ühistranspordikeskus (Центр общественного транспорта уезда Харьюмаа). Центр был открыт в 2005 году. Акционерами являются 16 местных муниципалитетов Харьюмаа. Также в Харьюмаа действуют около 50 коммерческих маршрутов.
По состоянию на 1 ноября 2008 года для общественных пригородных перевозок действовала зональная система. Уезд Харьюмаа был разделён на 4 зоны. Первой является город Таллин, второй — пригород Таллина, далее стоимость зависит от расстояния до Таллина. Проезд в пределах одной зоны стоил 12 эстонских крон, а переезд в другую зону — ещё 10 крон. Эта система пришла на смену старой тарифной системе, где стоимость билета зависела от протяжённости маршрута. Например, если автобус проезжал не напрямую по шоссе, а через сёла, билет стоил дороже.

## Трамвай

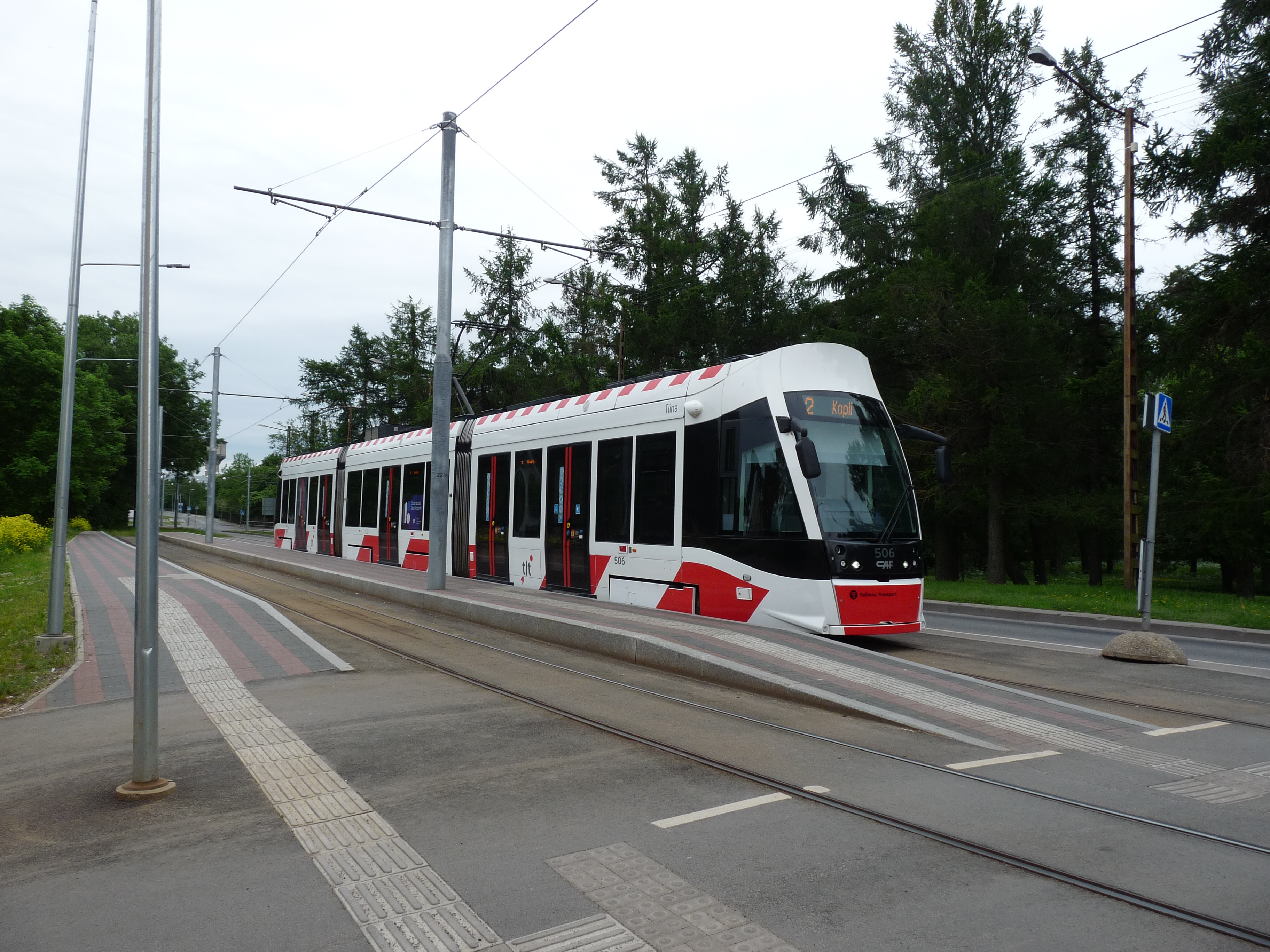
Трамвай CAF в Таллине

Сейчас Таллин — единственный город в Эстонии, где когда-либо работали трамваи или троллейбусы. Первый трамвайный маршрут был открыт 24 августа 1888 года в виде конно-рельсовой дороги. Конка прошла по маршруту Vene turg — Narva maantee — Salongi (Weizenbergi) tänav — Liiva (Poska) tänav. Первый электрический трамвай появился в Таллине только в 1925 году. Коплиский паровой трамвай был пущен в сентябре 1915 года. Ширококолейная линия прошла от Русско-Балтийского судостроительного завода до улицы Теллискиви. В 1931 году эта линия была перешита на колею городской трамвайной сети и интегрирована в систему таллинского трамвая.
Трамвайная сеть является достаточно короткой и соединяет центр города с окружающими районами. Действует 5 трамвайных маршрутов, на которых работает три модели трамвайных вагонов: CAF Urbos AXL, Tatra KT4D, KTNF6 (модификация KT4 с низкопольной секцией). Ранее также эксплуатировались различные модели вагонов немецкого вагоностроительного завода Gotha, Lowa и таллинского завода «Двигатель», а также конки. В 2015 году на маршруты № 3 и № 4 вышли новые трамвайные вагоны CAF Urbos AXL.
Маршруты трамваев:
- № 1 «Kopli — Kadriorg»
- № 2 «Kopli — Suur-Paala»
- № 3 «Tondi — Kadriorg»
- № 4 «Tondi — Lennujaam (временно — Suur-Paala)»
- № 5 «Kopli — Vana-Lõuna»

Трамвайное движение по маршрутам начинается в 4:53 утра, и последний трамвай заходит в депо в 00:45.
Трамвайная инфраструктура состоит из двух депо: Центрального и депо «Копли». В центральном расположены трамвайные ремонтные мастерские, административные здания и стояночные пути. Обслуживает 5 маршрутов. В нём же расположен музей трамвая. Меньше депо «Копли» обслуживает 1-ю и 2-ю линии. Ширина колеи: 1067 мм.

## Троллейбус

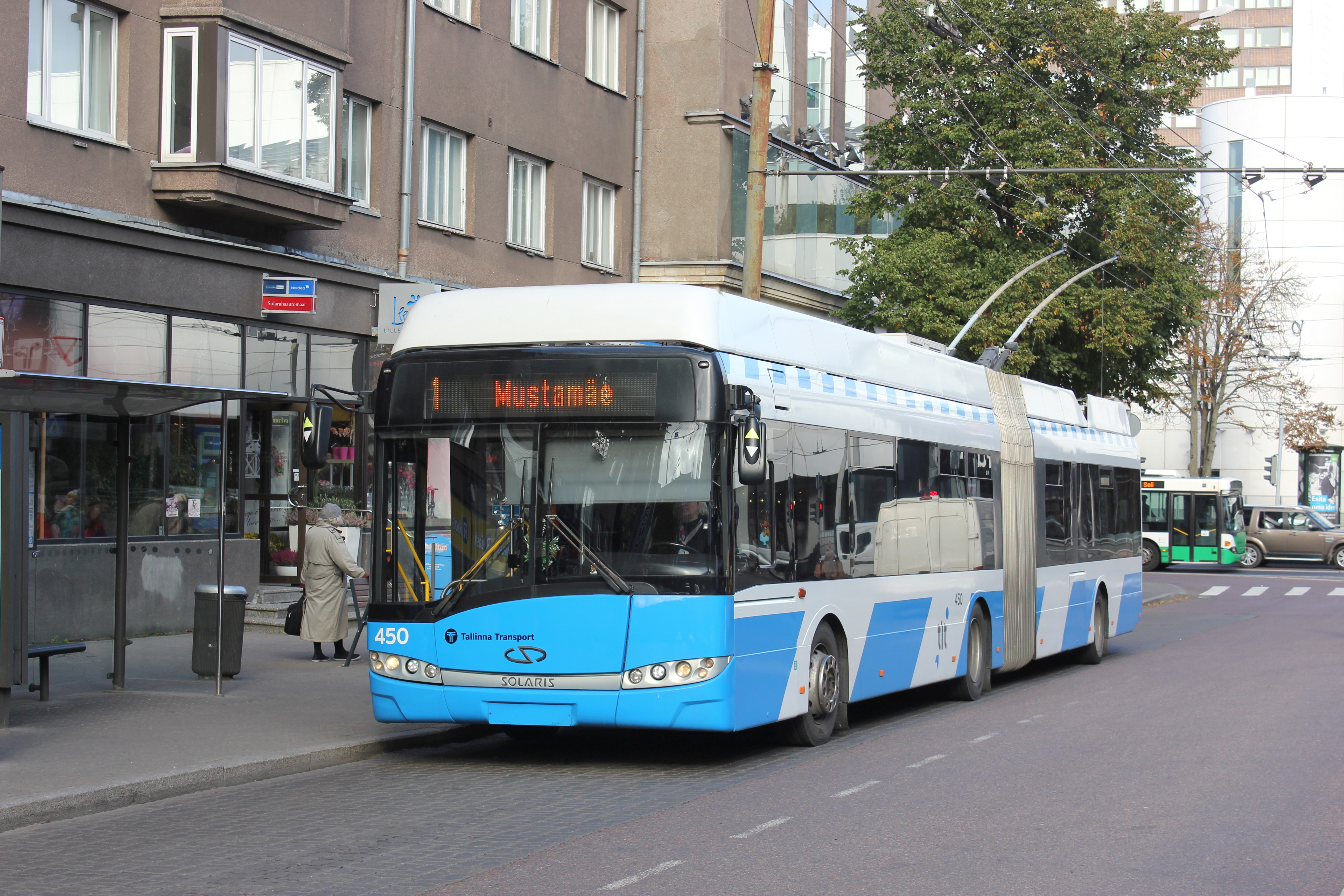
Троллейбус Solaris Trollino 18 на маршруте № 1

Строительство троллейбусной сети в Таллине планировалось ещё в 1946 году, однако первый маршрут был открыт 6 июля 1965, когда первый троллейбус проехал по маршруту Teater Estonia — Hipodroom. С тех пор троллейбусная сеть расширилась до 9 маршрутов, хотя впоследствии сеть была укорочена. По состоянию на декабрь 2023 года, в Таллине действуют 4 троллейбусных маршрута (№ 1, 3, 4 и 5), которые связывают центр города с юго-западными районами Кристийне и Мустамяэ. Ранее троллейбусы также ходили на запад города в район Хааберсти.
Маршруты троллейбусов:
- № 1 «Mustamäe — Mustamäe tee — Kaubamaja»
- № 2 «Mustamäe — Estonia» (закрыт с 01.12.2012, заменён на автобусные линии № 24 и 24А; маршрут 24А был впоследствии отменён)
- № 3 «Mustamäe — Sõpruse pst. — Kaubamaja»
- № 4 «Keskuse — Balti jaam»
- № 5 «Mustamäe — Balti jaam»
- № 6 «Väike-Õismäe — Kaubamaja» (закрыт с 01.01.2016, заменён на автобусную линию № 42)
- № 7 «Väike-Õismäe — Balti jaam» (закрыт с 01.01.2016, заменён на автобусную линию № 43, с 01.08.2023 — на радиальный маршрут №8[8])
- № 8 «Väike-Õismäe — Vabaduse Väljak» (закрыт с 01.04.2000, заменён на автобусную линию № 22)
- № 9 «Keskuse — Kopli» (закрыт с 02.05.2017, заменён на автобусную линию №72)[9]

## Пригородные поезда

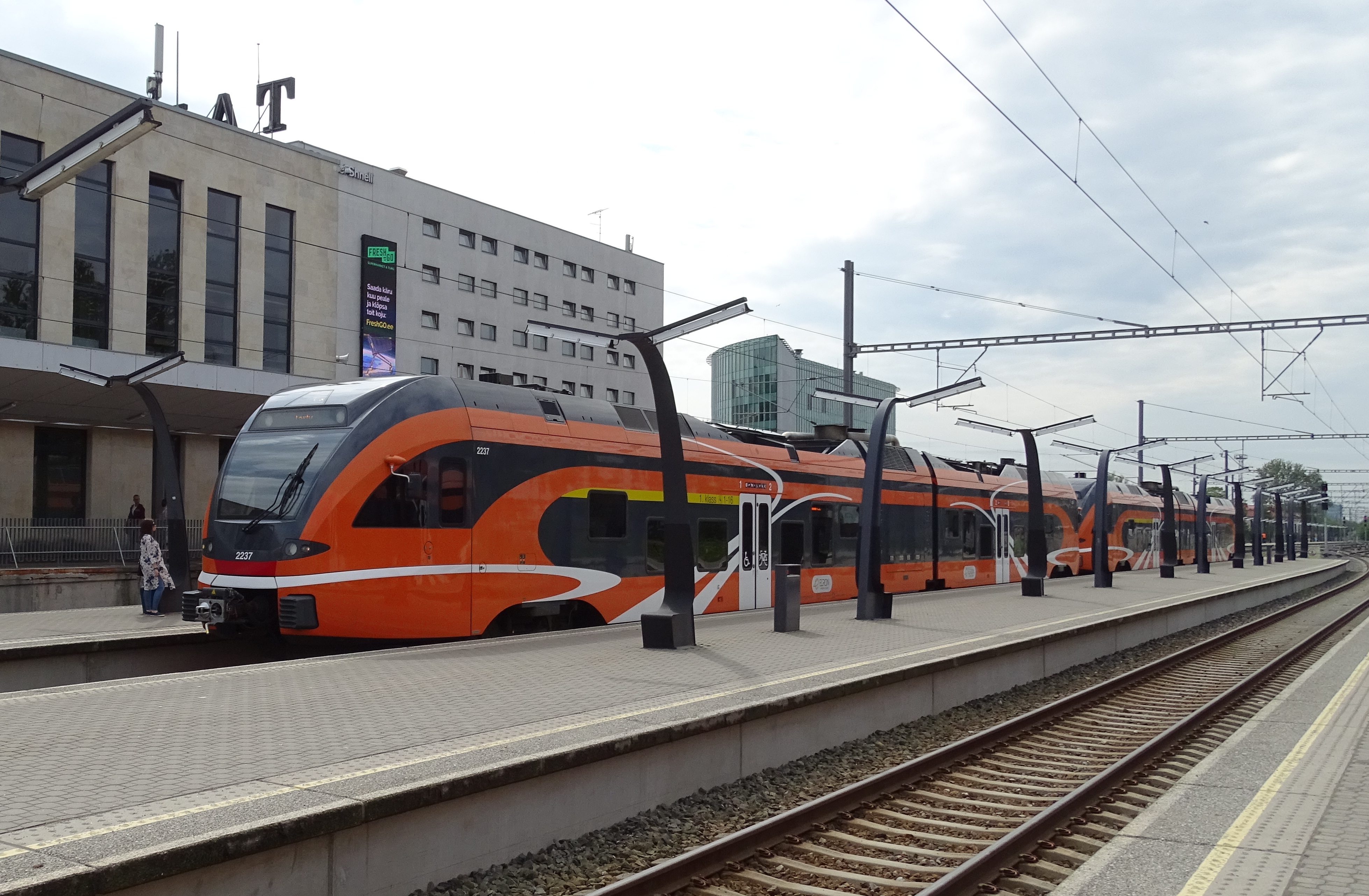
Stadler FLIRT на Балтийском вокзале в Таллине

Пригородные поезда Elron обеспечивают удобное сообщение от центра города с районами Кристийне и Нымме и бизнес-микрорайоном Юлемисте, а также со многими городами уезда Харьюмаа. Конечная остановка всех пригородных поездов находится на Балтийском вокзале (Балти яам, эст. Balti jaam) в центре города неподалеку от Пыхья-Таллинна и Ваналинна. Для зарегистрированных жителей Таллина железнодорожный транспорт бесплатный в пределах первой тарифной зоны (1. tsoon): в восточном направлении — до остановки Вессе, в западном — до остановки Лаагри, в юго-западном — до остановки Валдеку.
По данным на декабрь 2023 года, с Балтийского вокзала ходят следующие пригородные электропоезда:
| Номер | Маршрут                                              |
| R11   | Таллин-Балтийский — Пяэскюла                         |
| R12   | Таллин-Балтийский — Кейла                            |
| R13   | Таллин-Балтийский — Клоогаранна                      |
| R14   | Таллин-Балтийский — Палдиски                         |
| R15   | Таллин-Балтийский — Турба (ранее ходил до Рийзипере) |
| R16   | Таллин-Балтийский — Турба                            |
| R21   | Таллин-Балтийский — Рапла                            |
| R22   | Таллин-Балтийский — Тюри                             |
| R31   | Таллин-Балтийский — Аэгвийду                         |

Почти все пригородные электропоезда, кроме поездов R21, R22, и R31, ходят на западном направлении (Палдиски/Турба); поезда R21 и R22 идут за пределы уезда Харьюмаа (в Рапламаа и Ярвамаа соответственно), однако они все равно служат важным способом перемещения для жителей Таллина и Харьюмаа.

## Паром
В Таллине есть паромное сообщение с островом Аэгна, которое осуществляет OÜ Kihnu Veteed. Поскольку на Аэгна не так много жителей, паромом пользуются в основном туристы, и он работает только летнее время. Жители Аэгна могут бесплатно пользоваться паромом.

## Перспективы

### Легкое метро
В 2024 году группа экспертов и известных экономистов, именуемая Metro Group, предложила построить в Таллинне две линии легкого метро. Одна линия пройдет от Пальяссааре через центр города до волости Раэ (маршрут Север-Юг), а другая — от Ласнамяэ через центр города до Ыйсмяэ и Мустамяэ (маршрут Запад-Восток). Цель — сократить потребность в личных автомобилях при поездках по Таллинну. С помощью легкого метро предположительно можно будет доехать от Ыйсмяэ до Прийсле за 25 минут вместо 50, а от Каламая до волости Раэ за 15 минут вместо 40. Длина линии от Ласнамяэ до Ыйсмяэ составит 20 километров, а между Пеэтри (волость Раэ) и Каламая — десять километров. Метро будет в основном надземным и уйдет под землю только в центре города (примерно 4,5 километра). Ожидается, что поезда легкого метро будут иметь от трех до пяти вагонов. Около 250 000 таллинцев проживают в непосредственной близости от предлагаемых линий легкого метро.
Стоимость проекта оценивается в полтора миллиарда евро. Группа считает, что при наличии политической воли проект можно будет завершить к 2030 году.
«Ülemiste City (на юго-востоке Таллина) развивается с огромной скоростью, а теперь представьте, что мы хотим доехать с работы на завод Põhjala (на севере Таллина) и это занимает 50 минут. Если подумать, куда еще можно добраться за 50 минут из Ülemiste City (10,5 километров) — мы можем доехать до Пайде (85 километров) на машине... Градостроители Стокгольма, по которым строились метрополитены Стокгольма и Копенгагена, подсчитали, что полчаса должно доставить вас от двери до двери, от работы до дома», — сказал архитектор Яан Ягомяги. Он добавил, что Таллинн сформирован таким образом, что пересечь город за полчаса на существующем транспорте невозможно.  На сегодняшний день ни один из ведущих политиков Таллина не поддержал этот план с энтузиазмом.